# Sidneyia inexpectans
La sidneyia (Sidneyia inexpectans) è un artropodo estinto, vissuto nel Cambriano medio (circa 505 milioni di anni fa). I suoi resti sono stati rinvenuti in Canada, nel ben noto giacimento di Burgess Shales.

## Descrizione
Con i suoi 15 centimetri di lunghezza, la sidneyia era uno dei più grossi artropodi rinvenuti a Burgess Shales. L'aspetto di questo animale era largo e relativamente appiattito; il capo era formato da uno scudo corto e allargato di forma vagamente ovale ed era provvisto di un solo paio di antenne. Il corpo era costituito da nove segmenti tozzi, ognuno dei quali portava un paio di appendici biramate (tipiche di molti artropodi primitivi). Le ultime cinque appendici erano composte da un ramo “branchia” e in un arto ambulacrale insolitamente robusto e dotato di spine, mentre le prime quattro erano costituite dal solo arto. Il corpo si restringeva verso la parte posteriore: ulteriori tre segmenti, sprovvisti di appendici, formavano la base di una coda terminante in un telson piatto e a forma di ventaglio.

## Scoperta e classificazione
La descrizione di questo animale è avvenuta per la prima volta negli anni '10 ad opera di Charles Doolittle Walcott; lo studioso ritenne che questo grande artropode fosse il principale predatore dell'ecosistema di Burgess Shales, soprattutto per le dimensioni e l'aspetto robusto. Secondo Walcott, la forma del corpo richiamava quello dei merostomi, un gruppo di artropodi attualmente rappresentato dai limuli e in passato diffuso nei mari con forme giganti (euripteridi). Walcott trovò inoltre una grande appendice disgiunta, che chiamò “appendice F”, e suppose che fosse una struttura predatoria grazie alla quale la sidneyia si cibava di animali più piccoli.
Più di recente, David Bruton (1981) ridescrisse gli esemplari e si rese conto che la sidneyia non poteva appartenere ai merostomi, in quanto sprovvista di appendici cefaliche oltre alle antenne. Quanto alla cosiddetta “appendice F”, Bruton non trovò nessun punto di ancoraggio sul capo dell'animale; inoltre quest'appendice era vistosamente troppo grande per appartenere alla sidneyia. Oggi si sa che la struttura era in realtà parte del capo di un organismo più grande, noto come Laggania cambria e appartenente ai Dinocarida. In conclusione, la sidneyia era probabilmente un artropodo unico, non strettamente imparentato ad altri artropodi noti.

## Stile di vita
Walcott, pur sbagliando nel considerare l'“appendice F” come parte della sidneyia, fu probabilmente nel giusto nel ritenere l'animale un predatore; ciò sarebbe confermato dalle robuste zampe spinose, i cui punti d'inserzione si trovano proprio accanto al solco centrale del cibo, per di più orlato di denti. Con ogni probabilità la sidneyia si nutriva come molti artropodi, ovvero raccogliendo il cibo con le zampe poste nella parte posteriore del corpo e portandolo verso il solco del cibo. Queste ipotesi sono confermate dal ritrovamento di iolitidi, trilobiti e ostracodi nell'intestino di alcuni esemplari di sidneyia.